# Prefectura Lasithi
Lasithi (greacă Λασίθι) este o prefectură greacă, situată în insula Creta. Reședința sa este Agios Nikolaos.

## Municipalități și comunități
| Municipalitate     | Cod YPES | Reședință (dacă e diferită) | Cod poștal | Cod zonal |
| ------------------ | -------- | --------------------------- | ---------- | --------- |
| Agios Nikolaos     | 3401     |                             | 721 00     | 28410-2   |
| Ierapetra          | 3402     |                             | 722 00     | 28420-2   |
| Itanos             | 3403     | Palaiokastro                | 723 00     | 28430-6   |
| Lefki              | 3404     | Ziros                       | 720 56     | 28430-9   |
| Makrys Gialos      | 3405     | Koutsouras                  | 720 55     | 28430-2   |
| Neapoli            | 3406     |                             | 724 00     | 28410-3   |
| Oropedio Lasithiou | 3407     | Tzermiado                   | 720 53     | 28440-2   |
| Kritsa             |          |                             | 72051      | 28410     |
| Sitia              | 3408     |                             | 723 00     | 28430-2   |